# 31. Screen Actors Guild-gála
A 31. Screen Actors Guild-gála a 2024-es év legjobb filmes és televíziós alakításait értékelte. A díjátadót 2025. február 23-án tartották meg a Los Angeles történelmi-kulturális örökségének számítő Shrine Auditoriumban. A mintegy kétórás díjátadó-gála házigazdájának Kristen Bell színésznőt kérték fel. A rendezvényt a Netflix élőben streamelte az észak-amerikai keleti parti időzóna szerint este nyolc órától.
A jelöltek listáját 2025. január 8-án a korábban megszokott élő közvetítés helyett sajtóközlemény útján jelentették be, hogy ne tegyék ki a művészeket életveszélynek a 2025-ös kaliforniai bozóttüzek miatt.
A nagyjátékfilmek esetében a Wicked című zenés fantasy film a lehetséges hat kategóriából ötben kapott jelölést, a Sehol se otthon zenés életrajzi filmdráma négyet, míg az Anora és az Emilia Pérez 3-3 jelölést kapott. A díjazásban nem volt kiugró alkotás, a színészek mindössze 1-1 díjat vittek el. A gála legnagyobb vesztese az Wicked volt, amely egyetlen jelölését sem tudta díjra váltani.
A televíziós produkciók közül öt kategóriában volt jelen az FX nagy sikerű sorozata, a A sógun, amelyet három jelöléssel A diplomata és A mackó drámasorozatok, valamint a Pingvin bűnügyi sorozat követett. Kiugróan szerepelt A sógun, amely négy díjat sepert be, valamint a Gyilkos a házban, amelyik két díjjal térhetett haza.
2024. október 17-én bejelentették, hogy a 2024-es életműdíjat Jane Fonda kétszeres Oscar- és négyszeres Golden Globe-díjas amerikai színésznő veheti át.

## Győztesek és jelöltek

### Film
| Legjobb férfi főszereplő | Legjobb férfi főszereplő | Legjobb női főszereplő     | Legjobb női főszereplő |
| --- | --- | -------------------------- | --- |
| | - Timothée Chalamet – Sehol se otthon, mint Bob Dylan - Adrien Brody – A brutalista, mint László Tóth - Daniel Craig – Queer, mint William Lee - Colman Domingo – Sing Sing, mint John "Divine G" Whitfield - Ralph Fiennes – Konklávé, mint Cardinal Thomas Lawrence |                            | - Demi Moore – A szer, mint Elisabeth Sparkle - Pamela Anderson – Az utolsó táncosnő, mint Shelly - Cynthia Erivo – Wicked, mint Elphaba - Karla Sofía Gascón – Emilia Pérez, mint Emilia Pérez - Mikey Madison – Anora, mint Anora "Ani" Mikheeva    |
| Legjobb férfi mellékszereplő | Legjobb férfi mellékszereplő | Legjobb női mellékszereplő | Legjobb női mellékszereplő |
| | - Kieran Culkin – Rokonszenvedés, mint Benji Kaplan - Jonathan Bailey – Wicked, mint Fiyero - Yura Borisov – Anora, mint Igor - Edward Norton – Sehol se otthon, mint Pete Seeger - Jeremy Strong – The Apprentice – A Trump-sztori, mint Roy Cohn                    |                            | - Zoë Saldana – Emilia Pérez, mint Rita Mora Castro - Monica Barbaro – Sehol se otthon, mint Joan Baez - Jamie Lee Curtis – Az utolsó táncosnő, mint Annette - Danielle Deadwyler – A zongoraóra, mint Berniece - Ariana Grande – Wicked, mint Glinda |
| Legjobb szereplőgárda (mozifilm) | |                            | |
| - Konklávé – Sergio Castellitto, Ralph Fiennes, John Lithgow, Lucian Msamati, Isabella Rossellini és Stanley Tucci - Anora – Yura Borisov, Mark Eydelshteyn, Karren Karagulian, Mikey Madison, Alekszej Szerebrjakov és Vache Tovmasyan - Emilia Pérez – Karla Sofía Gascón, Selena Gomez, Adriana Paz és Zoë Saldana - Sehol se otthon – Monica Barbaro, Norbert Leo Butz, Timothée Chalamet, Elle Fanning, Dan Fogler, Will Harrison, Eriko Hatsune, Boyd Holbrook, Scoot McNairy, Big Bill Morganfield és Edward Norton - Wicked – Jonathan Bailey, Marissa Bode, Peter Dinklage, Cynthia Erivo, Jeff Goldblum, Ariana Grande, Ethan Slater, Bowen Yang és Michelle Yeoh | |                            | |
| Legjobb kaszkadőrgárda (mozifilm) | |                            | |
| - A kaszkadőr - Deadpool & Rozsomák - Dűne: Második rész - Gladiátor II. - Wicked | |                            | |

### Televízió
| Legjobb színész (minisorozat vagy tévéfilm) | Legjobb színész (minisorozat vagy tévéfilm) | Legjobb színésznő (minisorozat vagy tévéfilm) | Legjobb színésznő (minisorozat vagy tévéfilm) |
| --- | --- | --------------------------------------------- | --- |
| | - Colin Farrell – Pingvin (HBO), mint Oswald "Oz" Cobb / The Penguin - Javier Bardem – Szörnyetegek: A Lyle és Erik Menendez-sztori (Netflix), mint José Menendez - Richard Gadd – Szarvasbébi (Netflix), mint Donny Dunn - Kevin Kline – Cáfolat (Apple TV+), mint Stephen Brigstocke - Andrew Scott – Ripley (Netflix), mint Tom Ripley   |                                               | - Jessica Gunning – Szarvasbébi (Netflix), mint Martha Scott - Kathy Bates – The Great Lillian Hall (HBO), mint Edith Wilson - Cate Blanchett – Cáfolat (Apple TV+), mint Catherine Ravenscroft - Jodie Foster – True Detective – A törvény nevében (HBO), mint Chief Liz Danvers - Lily Gladstone – A híd alatt (Hulu), mint Cam Bentland - Cristin Milioti – Pingvin (HBO), mint Sofia Falcone |
| Legjobb színész (drámasorozat) | Legjobb színész (drámasorozat) | Legjobb színésznő (drámasorozat)              | Legjobb színésznő (drámasorozat) |
| | - Szanada Hirojuki – A sógun (FX), mint Toranaga Josí nagyúr - Aszano Tadanobu – A sógun (FX), mint Jabusige Kasigi - Jeff Bridges – A nagy öreg (FX), mint Dan Chase - Gary Oldman – Utolsó befutók (Apple TV+), mint Jackson Lamb - Eddie Redmayne – A Sakál napja (Peacock), mint a Sakál                                                |                                               | - Anna Sawai – A sógun (FX), mint Mariko Toda - Kathy Bates – Matlock (CBS), mint Madeline "Matty" Matlock / Madeline Kingston - Nicola Coughlan – A Bridgerton család (Netflix), mint Penelope Bridgerton - Allison Janney – A diplomata (Netflix), mint Grace Penn - Keri Russell – A diplomata (Netflix), mint Katherine "Kate" Wyler                                                         |
| Legjobb színész (vígjátéksorozat) | Legjobb színész (vígjátéksorozat) | Legjobb színésznő (vígjátéksorozat)           | Legjobb színésznő (vígjátéksorozat) |
| | - Martin Short – Gyilkos a házban (Hulu), mint Oliver Putnam - Adam Brody – Bármit, csak ezt ne (Netflix), mint Noah Roklov - Ted Danson – Beépített öregúr (Netflix), mint Charles Nieuwendyk - Harrison Ford – Direkt terápia (Apple TV+), mint Dr. Paul Rhoades - Jeremy Allen White – A mackó (FX / Hulu), mint Carmen "Carmy" Berzatto |                                               | - Jean Smart – Hacks – A pénz beszél (HBO Max), mint Deborah Vance - Kristen Bell – Bármit, csak ezt ne (Netflix), mint Joanne - Quinta Brunson – Abbott Általános Iskola (ABC), mint Janine Teagues - Liza Colón-Zayas – A mackó (FX / Hulu), mint Tina Marrero - Ayo Edebiri – A mackó (FX / Hulu), mint Sydney Adamu                                                                          |
| Legjobb szereplőgárda (drámasorozat) | |                                               | |
| - A sógun (FX) – Abe Sinnoszuke, Aszano Tadanobu, Tommy Bastow, Hira Takehiro, Hosi Moeka, Ida Hiromoto, Cosmo Jarvis, Kanai Hiroto, Kura Júki, Kurokava Takesi, Nikaidó Fumi, Nisioka Tokuma, Szanada Hirojuki és Anna Sawai - A Bridgerton család (Netflix) – Geraldine Alexander, Victor Alli, Adjoa Andoh, Julie Andrews, Lorraine Ashbourne, Simone Ashley, Jonathan Bailey, Joe Barnes, Joanna Bobin, James Bryan, Harriet Cains, Bessie Carter, Genevieve Chenneour, Dominic Coleman, Nicola Coughlan, Kitty Devlin, Hannah Dodd, Daniel Francis, Ruth Gemmell, Rosa Hesmondhalgh, Sesley Hope, Florence Hunt, Martins Imhangbe, Molly Jackson-Shaw, Claudia Jessie, Lorn Macdonald, Jessica Madsen, Emma Naomi, Hannah New, Luke Newton, Caleb Obediah, James Phoon, Vineeta Rishi, Golda Rosheuvel, Hugh Sachs, Banita Sandhu, Luke Thompson, Will Tilston, Polly Walker, Anna Wilson-Jones és Sophie Woolley - A diplomata (Netflix) – Ali Ahn, Sandy Amon-Schwartz, Tim Delap, Penny Downie, Ato Essandoh, David Gyasi, Celia Imrie, Rory Kinnear, Pearl Mackie, Nana Mensah, Graham Miller, Keri Russell, Rufus Sewell, Adam Silver és Kenichiro Thomson - A Sakál napja (Peacock) – Khalid Abdalla, Jon Arias, Nick Blood, Úrsula Corberó, Charles Dance, Ben Hall, Chukwudi Iwuji, Patrick Kennedy, Puchi Lagarde, Lashana Lynch, Eleanor Matsuura, Jonjo O'Neill, Eddie Redmayne, Sule Rimi és Lia Williams - Utolsó befutók (Apple TV+) – Ruth Bradley, Tom Brooke, James Callis, Christopher Chung, Aimee-Ffion Edwards, Rosalind Eleazar, Sean Gilder, Kadiff Kirwan, Jack Lowden, Gary Oldman, Jonathan Pryce, Saskia Reeves, Joanna Scanlan, Kristin Scott Thomas, Hugo Weaving, Naomi Wirthner és Tom Wozniczka | |                                               | |
| Legjobb szereplőgárda (vígjátéksorozat) | |                                               | |
| - Gyilkos a házban (Hulu) – Michael Cyril Creighton, Zach Galifianakis, Selena Gomez, Richard Kind, Eugene Levy, Eva Longoria, Steve Martin, Kumail Nanjiani, Molly Shannon és Martin Short - Abbott Általános Iskola (ABC) – Quinta Brunson, William Stanford Davis, Janelle James, Chris Perfetti, Sheryl Lee Ralph, Lisa Ann Walter és Tyler James Williams - A mackó (FX / Hulu) – Lionel Boyce, Liza Colón-Zayas, Ayo Edebiri, Abby Elliott, Edwin Lee Gibson, Corey Hendrix, Matty Matheson, Ebon Moss-Bachrach, Ricky Staffieri és Jeremy Allen White - Direkt terápia (Apple TV+) – Harrison Ford, Brett Goldstein, Devin Kawaoka, Gavin Lewis, Wendie Malick, Lukita Maxwell, Ted McGinley, Christa Miller, Jason Segel, Rachel Stubington, Luke Tennie, Michael Urie és Jessica Williams - Hacks – A pénz beszél (Max) – Rose Abdoo, Carl Clemons-Hopkins, Paul W. Downs, Hannah Einbinder, Mark Indelicato, Jean Smart és Megan Stalter | |                                               | |
| Legjobb kaszkadőrgárda (televízió) | |                                               | |
| - A sógun (FX) - A fiúk (Prime Video) - Fallout (Prime Video) - Pingvin (HBO) - Sárkányok háza (HBO) | |                                               | |

### Screen Actors Guild-életműdíj
- Jane Fonda

## Többszörös jelölések és elismerések
| Jelölés | Díj | Cím                |
| ------- | --- | ------------------ |
| 5       | 0   | Wicked             |
| 4       | 1   | Sehol se otthon    |
| 3       | 1   | Emilia Pérez       |
| 3       | 0   | Anora              |
| 2       | 1   | Konklávé           |
| 2       | 0   | Az utolsó táncosnő |

| Jelölés | Díj | Cím                   |
| ------- | --- | --------------------- |
| 5       | 4   | A sógun               |
| 3       | 1   | Pingvin               |
| 3       | 0   | A diplomata           |
| 3       | 0   | A mackó               |
| 2       | 2   | Gyilkos a házban      |
| 2       | 1   | Hacks – A pénz beszél |
| 2       | 1   | Szarvasbébi           |
| 2       | 0   | A Bridgerton család   |
| 2       | 0   | A Sakál napja         |
| 2       | 0   | Bármit, csak ezt ne   |
| 2       | 0   | Cáfolat               |
| 2       | 0   | Direkt terápia        |
| 2       | 0   | Utolsó befutók        |

## In Memoriam
A Don Cheadle Golden Globe-díjas színész és filmproducer által bevezetett műsorrész az alábbi 2024-ben, illetve 2025 elején elhunyt művészeknek állít emléket.
- Bob Newhart
- Olivia Hussey
- Tony Todd
- Mitzi Gaynor
- Alan Rachins
- Leslie Charleson
- Muni Zano
- Kenneth Mitchell
- Leslie Shreve
- M. Emmet Walsh
- Janis Page
- Charles Cyphers
- Marianne Faithfull
- Dabney Coleman
- James B. Sikking
- Terry Carter
- Mitzi McCall
- Earl Holliman
- David Harris
- Dayle Haddon
- Hudson Meek
- Patti Yasutake
- Wayne Northrop
- Drake Hogestyn
- Ken Page
- Morgan Lofting
- Ron Ely
- Peter Marshall
- Susan Backlinie
- Charles Dierkop
- Art Evans
- Alain Delon
- Michael Cole
- Shannen Doherty
- Bill Cobbs
- Kris Kristofferson
- Tony Ganios
- Darryl Hickman
- Barbara Rush
- Joan Plowright
- Bernard Hill
- John Aprea
- Tony Roberts
- David Westberg
- John Amos
- Kevin Brophy
- Mort Drescher
- Tony Mordente
- Steve Lawrence
- Gavin Creel
- Louis Gossett Jr.
- Linda Lavin
- Richard Lewis
- Erica Ash
- Joe Flaherty
- Martin Mull
- Nicholas Pryor
- Gena Rowlands
- John Ashton
- Bob Uecker
- Tony Lo Bianco
- Teri Garr
- David Lynch
- Jeannie Epper
- Kim Kahana
- Johnny Wactor
- Shelley Duvall
- James Darren
- Tom Bower
- Donald Sutherland
- Maggie Smith
- James Earl Jones

## Fordítás
Ez a szócikk részben vagy egészben  a(z)   31th Screen Actors Guild Awards című angol Wikipédia-szócikk ezen változatának fordításán alapul.  Az eredeti cikk szerkesztőit annak laptörténete sorolja fel. Ez a jelzés csupán a megfogalmazás eredetét és a szerzői jogokat jelzi, nem szolgál a cikkben szereplő információk forrásmegjelöléseként.